# Wonderwall Music
| 전문가 평가                   | 전문가 평가     |
| 평가 점수                     | 평가 점수       |
| 출처                          | 점수            |
| ----------------------------- | --------------- |
| AllMusic                      | [ 3 ]           |
| Billboard                     | "Vital Reissue" |
| Mojo                          | [ 5 ]           |
| MusicHound                    | 2/5             |
| Musician                      | (favourable)    |
| OndaRock                      | 5/10            |
| The Rolling Stone Album Guide | [ 9 ]           |
| Uncut                         | [ 10 ]          |

《Wonderwall Music》은 영국의 음악가 조지 해리슨의 데뷔 솔로 음반이자 조 마소가 연출한 1968년 영화 《원더월》의 사운드트랙이다. 1968년 11월 1일에 발매된 이 음반은 비틀즈의 멤버에 의한 첫 번째 솔로 음반이며, 밴드의 애플 레코드에 발매된 첫 번째 음반이다. 이 곡들은 가끔 영어 이외의 언어를 구사하는 보컬을 제외하고는 모두 기악곡이며, 대부분 짧은 음악적 비네트로 구성되어 있다. 1966년부터 비틀즈를 위한 인도식 작곡에 이어 샤나이, 사로드, 타르 샤나이, 산뚜르 등 서양에서 비교적 잘 알려지지 않았던 악기에 록 관객들을 소개함으로써 인도 고전 음악을 더욱 널리 알리기 위해 이 영화 점수를 활용했다. 인도 작품들은 사이키델릭 록, 실험 음악, 컨트리, 래그타임 스타일의 서양 음악적 선택과 대조된다.
해리슨은 1967년 11월부터 1968년 2월 사이에 이 음반을 녹음했고 런던과 봄베이에서 세션이 열렸다. 이 프로젝트에 대한 그의 협력자 중 한 명은 클래식 피아니스트 겸 관현악가 존 바햄이었고, 다른 기여자들로는 인도의 고전 음악가 아쉬쉬 칸, 쉬브쿠마 샤르마, 샹카르 고쉬, 마하푸루시 미스라가 있었다. 서양의 음악은 토니 애쉬튼과 후자의 밴드인 레모 포의 기여와 에릭 클랩튼과 링고 스타의 게스트 참여를 특징으로 한다. 해리슨은 《원더월》에는 참여했지만 사운드트랙 음반에는 나오지 않은 다른 많은 곡들을 녹음했고, 비틀즈의 1968년 B-사이드 〈The Inner Light〉 역시 봄베이 시절에서 유래했다. 《원더월》 프로젝트는 해리슨이 음악가, 작곡가로서 인도 음악에 직접 관여하는 것이 종지부를 찍었지만, 1974년 인도 음악 축제를 포함한 라비 샹카르와의 이후 협업에 영감을 주었다.

## 배경
조지 해리슨은 1965년 초에 비틀즈가 《헬프!》를 촬영하는 동안 조 마소를 처음 만났다. 1967년 10월, 그는 비지스를 사용할 수 없게 되자 마소의 영화 《원더월》의 악보를 쓰기로 동의했다. 해리슨의 첫 번째 정규 음악 프로젝트이자 인도 고전 음악에 대한 그의 지속적인 몰입과 일치했다. 1966년부터 인도와의 협회는 해리슨에게 밴드의 주요 작곡가인 존 레논과 폴 매카트니 외에 뚜렷한 음악적 정체성을 부여했다. 그가 1967년 동안 비틀즈의 주요 프로젝트에 최소한의 관심을 가졌을 때, 음반 《Sgt. Pepper's Lonely Hearts Club Band》와 그들의 텔레비전 영화 《매지컬 미스테리 투어》에서 해리슨은 비틀즈의 주요 프로젝트에 최소한의 관심을 보였지만, 그의 밴드 동료들이 마하리시 마헤쉬 요기의 지도 아래 초월명상을 받아들이면서 비틀즈의 철학적 방향성을 공유했다.

## 음악 콘텐츠
《Wonderwall Music》의 19곡은 길이가 1분 이상에서 5분 30초까지 다양하다. 1968년 LP의 일부 프레스에서, 다양한 곡들은 그들 사이의 마스터링 릴이 부족했고, 이러한 선택들이 대신 메들리로 제시되면서, 구별되는 음반 트랙의 수는 12개로 줄어들었다. 인도의 많은 선택에서, 시타르, 수르바하르, 그리고 풍금과 같은 악기들은 해리슨이 선택한 악기가 주요 음악 테마를 연주하는 저음 같은 후원을 제공한다.

## 곡 목록
모든 곡들은 조지 해리슨에 의해 작곡하였다.
| #   | 제목                  | 재생 시간 |
| --- | --------------------- | --------- |
| 1.  | 〈Microbes〉          | 3:42      |
| 2.  | 〈Red Lady Too〉      | 1:56      |
| 3.  | 〈Tabla and Pakavaj〉 | 1:05      |
| 4.  | 〈In the Park〉       | 4:05      |
| 5.  | 〈Drilling a Home〉   | 3:08      |
| 6.  | 〈Guru Vandana〉      | 1:05      |
| 7.  | 〈Greasy Legs〉       | 1:28      |
| 8.  | 〈Ski-ing〉           | 1:50      |
| 9.  | 〈Gat Kirwani〉       | 1:15      |
| 10. | 〈Dream Scene〉       | 5:26      |

| #  | 제목                      | 재생 시간 |
| -- | ------------------------- | --------- |
| 1. | 〈Party Seacombe〉        | 4:34      |
| 2. | 〈Love Scene〉            | 4:17      |
| 3. | 〈Crying〉                | 1:15      |
| 4. | 〈Cowboy Music〉          | 1:29      |
| 5. | 〈Fantasy Sequins〉       | 1:50      |
| 6. | 〈On the Bed〉            | 2:22      |
| 7. | 〈Glass Box〉             | 1:05      |
| 8. | 〈Wonderwall to Be Here〉 | 1:25      |
| 9. | 〈Singing Om〉            | 1:54      |